# Symon Petljura
Symon Vasylovyč Petljura (ukrajinsky Си́мон Васи́льович Петлю́ра; 10. květnajul./ 22. května 1879greg. Poltava – 25. května 1926 Paříž) byl ukrajinský politik, jeden z vůdců ukrajinského boje za nezávislost a krátce i hlava Direktoriátu Ukrajinské lidové republiky.

## Životopis
Symon Petljura se narodil v Poltavě v tradiční kozácké rodině. V roce 1900 se stal členem Revoluční ukrajinské strany, pro kterou pracoval jako novinář. Ve svých článcích se projevoval levicově a nacionalisticky, což mu vydrželo po celý jeho život. V roce 1905 byl jedním ze zakládajících členů Ukrajinské sociálně-demokratické dělnické strany.
Během 1. světové války sloužil Petljura v carské armádě. Po únorové revoluci se stal členem Ukrajinské centrální rady, která v červnu 1917 vyhlásila ukrajinskou autonomii (autonomie Ukrajinské lidové republiky). V červenci téhož roku se stal Petljura ministrem vojenských záležitostí, ale krátce nato byla Ukrajina obsazena centrálními mocnostmi. V době bitvy u Bachmače v březnu 1918 žádal pro své ustupující pluky pomoc československých legionářů.
V listopadu 1918, v době, kdy se z Ukrajiny stahovala německá a rakousko-uherská vojska, se stal Petljura jedním z pěti členů Direktoria Ukrajinské lidové republiky, hlavním atamanem Ukrajinské lidové republiky.
V lednu 1919, když začaly boje mezi sovětským Ruskem a Ukrajinou, se stal Petljura vůdčí postavou Direktoria. V občanské válce bojoval jak proti bolševikům, tak proti Polsku, Děnikinovi, s nímž na čas spolupracoval, německým vojskům a Ukrajincům vedeným Skoropadským. Jeho vojska též páchala protižidovské pogromy, které Petljura, ačkoliv sám antisemitou nebyl, podle všeho toleroval. Jeho role v pogromech je dodnes předmětem sporů.
Na konci roku 1919 uzavřel spojenectví s Polskem, které uznalo jeho vládu jako legitimní vládu Ukrajiny. V březnu 1920 podepsal v Lubimi s polskou vládou dohodu, že Polsku připadne Lvov a oblast Haliče výměnou za pomoc s dobytím zbytku země. Petljurova a polská vojska dosáhla v rámci rusko-polské války určitých úspěchů, mimo jiné i dobytí Kyjeva, ale nakonec byla nucena k ústupu. Rižský mír rozdělil Ukrajinu mezi Polsko a Rusko a Petljura se stal hlavou ukrajinské exilové vlády sídlící v Tarnówě a posléze ve Varšavě.
V roce 1923, když Sovětský svaz požadoval jeho vydání, odcestoval z Polska do Budapešti, následně do Vídně a Ženevy, až se nakonec v roce 1924 usadil v Paříži.

## Atentát na Petljuru
Dne 25. května 1926 Petljuru zastavil na pařížském bulváru Saint-Michel židovský anarchista Sholom Schwartzbard, který se jej nejprve zeptal na to, zda je pan Petljura, a když se mu dostalo kladné odpovědi, vykřikl: „Braň se, bandito“. Petljuru, který se snažil bránit svou holí, třikrát střelil z revolveru. Posléze počkal na příjezd policie a nechal se zatknout.
Údajným důvodem atentátu bylo to, že řada Schwartzbardových příbuzných na Ukrajině zahynula při pogromech. Schwartzbard na tomto motivu postavil svou obhajobu a byl porotou osvobozen. Podle pozdějších odhalení byl Schwartzbard agentem Sovětského svazu.

## Po smrti

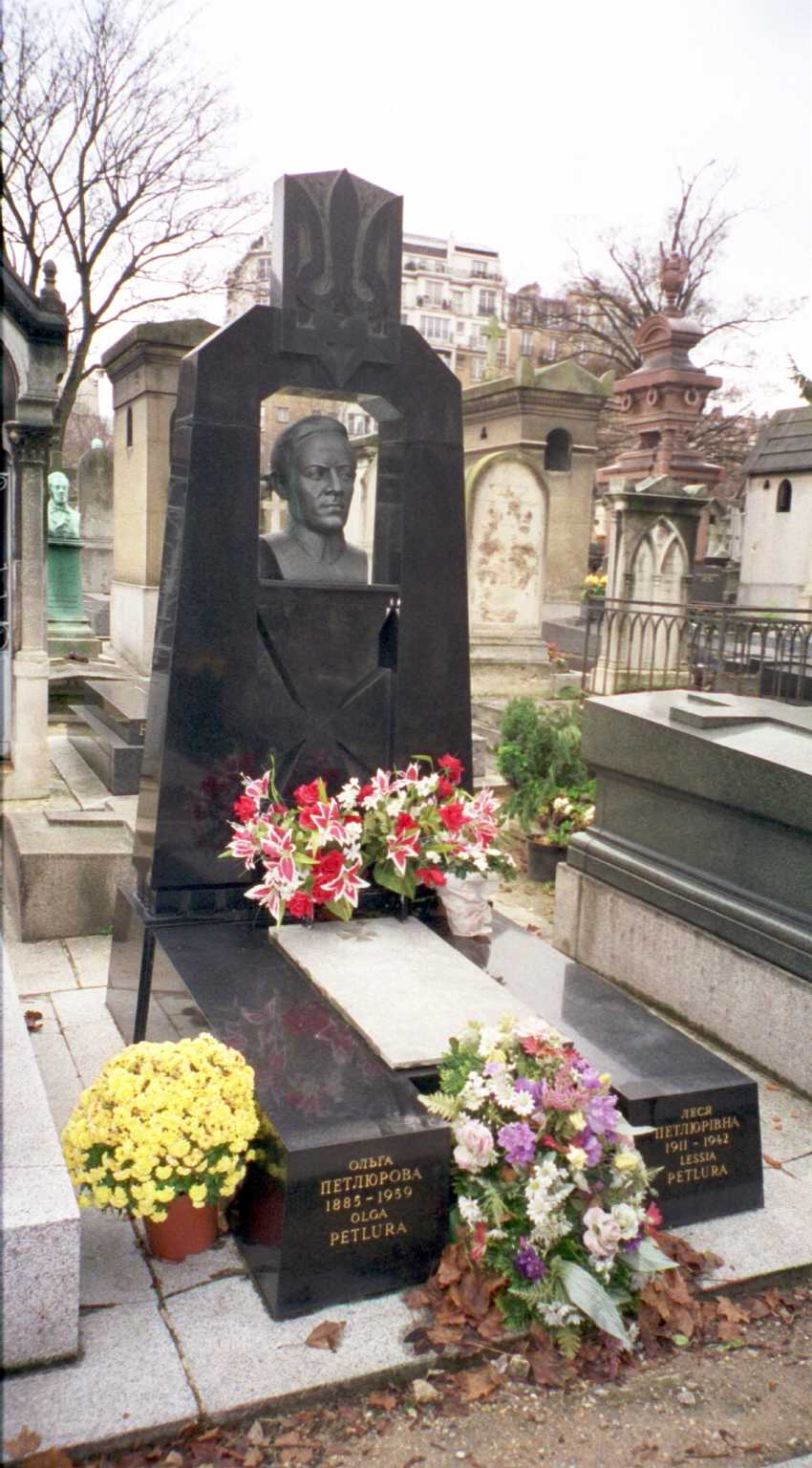
Petljurův hrob

Petljura byl pohřben na hřbitově Montparnasse v Paříži. Po vyhlášení ukrajinské nezávislosti v roce 1991 bylo Petljurovi především v západoukrajinských městech postaveno několik pomníků. Odhalení jednoho z nich na kyjevské třídě Tarase Ševčenka, vyvolalo v roce 2006 určité kontroverze. Roku 2016 byl na téže třídě Petljurovi pomník znovu postaven. Stalo se tak na místě pomníku Nikolaji Ščorsovi, který byl podle zákona o dekomunizaci Ukrajiny téhož roku odstraněn.